# GlueGen
GlueGen est un outil Java permettant de créer automatiquement le code Java et JNI nécessaire pour appeler des bibliothèques C à partir de code Java. Il lit dans les fichiers d'entête ANSI C et les fichiers de configuration GlueGen. Comme JNI peut être complexe, Gluegen simplifie le processus qui lie Java aux bibliothèques C natives.
Il a été développé à l'origine pour  JOGL, une bibliothèque OpenGL, bien que le projet ait été depuis séparé, ainsi il peut être utilisé avec d'autres bibliothèques. Il est aussi actuellement[Quand ?] utilisé pour accéder aux fonctions audio/3D de la bibliothèque OpenAL.